# مريم حسين
مريم حسين (16 أيلول / سبتمبر1988  -)، ممثلة مغربية من أصل عراقي.

## عن حياتها
ولدت في مدينة تطوان المغربية والدها عراقي ذهب إلى المغرب بسبب مشاكل اجبرته على ترك العراق وقد نال الجنسية المغربية ووالدتها مغربية من تطوان، بدأت في التمثيل عام 2009 بالمشاركة في مسلسل الجيران، استمرت بالعمل الفني بعد ذلك، ويعد مسلسل الخادمة بدايتها الحقيقة، وفي عام 2011 خاضت تجربة الغناء، وذلك عندما قدمت أغنية منفردة حملت اسم «من شفته».

### حياتها الأسرية
تزوجت من السعودي «فيصل الفيصل» في أيار/مايو 2016 لكن زواجهما لم يستمر طويلا، حيث سرعان ما اشتعلت الخلافات بينهما حتى وصل الأمر إلى الانفصال في كانون الأول/ديسمبر من نفس العام، وقد انجبت ابنتهما «أميرة» في فبراير 2017.

### تقديم البرامج
خاضت عام 2012 تجربة تقديم البرامج من خلال تقديم برنامج المسابقات «كل يوم مريوم» والذي عرض على قناة اليوم، وتعرضت للانتقاد من الجمهور بدعوى أنها تتصنع الدلع وتتطفل على الجنسية الإماراتية، وقدمت الموسم الثاني منه في عام 2013.

## أعمالها

### من المسلسلات
| سنه الإنتاج | اسم المسلسل            | بمشاركة                                                                                           |
| ----------- | ---------------------- | ------------------------------------------------------------------------------------------------- |
| 2009        | الجيران                | أحمد الجسمي، عبد المحسن النمر، فاطمة الحوسني، هند البلوشي، حبيب غلوم                              |
| 2010        | أوراق الحب             | ليلى السلمان، سيف الغانم، شهاب جوهر، ميساء مغربي، سعاد علي                                        |
| 2010        | ليلة عيد               | حياة الفهد، غانم الصالح، أحمد الجسمي، قحطان القحطاني، سلمى سالم                                   |
| 2010        | أيام الفرج             | غانم الصالح، أسمهان توفيق، باسمة حمادة، خالد أمين، خالد البريكي                                   |
| 2011        | بنات سكر نبات          | أسمهان توفيق، زينة كرم، أمل العوضي، عبد الإمام عبد الله، سلمى سالم                                |
| 2011        | غشمشم - الجزء السادس   | فهد الحيان                                                                                        |
| 2011        | الخادمة                | خالد الحربي، بدرية أحمد، محمد الحجي، سناء بكر يونس، راشد الشمراني                                 |
| 2011        | المزواج - الجزء الثاني | محمد الصيرفي                                                                                      |
| 2012        | درب الوفا              | نايف الراشد، أسمهان توفيق، مشاري البلام، هبة الدري، شهد، عبد الله بهمن                            |
| 2013        | أول الصبح              | سليمان الياسين، باسمة حمادة، خالد البريكي، لمياء طارق                                             |
| 2013        | صبايا 5                | جيني إسبر، ليليا الأطرش                                                                           |
| 2013        | عطر الجنة              | أسمهان توفيق، زهرة عرفات، هيا عبد السلام، عبد الله بوشهري، محمود بوشهري                           |
| 2013        | يا مالكا قلبي          | أحمد الصالح، أحمد مساعد، لمياء طارق، شذى حسون، فايز السعيد، حسين المهدي                           |
| 2014        | أوراق من الماضي        | عبد العزيز جاسم، زهرة الخرجي، باسمة حمادة، ناصر محمد، حسين المهدي، عبد الله عبد العزيز، مروة محمد |
| 2014        | خالي وصل               | طارق العلي، حسن حسني، أمل عباس، سعيد سالم، فاطمة كشري، مي عبد الله،                               |
| 2016        | البيت الكبير           | حسن عسيري، ديما بياعة                                                                             |
| 2018        | صيف بارد               | شيلاء سبت، نيرمين محسن ،فاطمة الحوسني                                                             |

### من المسرحيات
| سنه الإنتاج | اسم المسرحية   | بمشاركة                                          |
| ----------- | -------------- | ------------------------------------------------ |
| 2011        | الطرطنجي       | طارق العلي، داوود حسين، أمل عباس                 |
| 2012        | دوحة قوت تالنت | جاسم الأنصاري، ناصر محمد، أمل العوضي، ماغي مطران |

## الجوائز
- 2010:  الأردن - جائزة أفضل ممثلة واعدة من «مهرجان الأردن الأول للأعلام العربي» عن دورها في مسلسل «ليلة عيد».[13]
- 2012:  الكويت - جائزة أفضل ممثلة خليجية من «مهرجان المميزون في رمضان» عن دورها في مسلسل «درب الوفا».[14]

## روابط خارجية
- مريم حسين على موقع قاعدة بيانات الأفلام العربية